# Musée Picasso Antibes

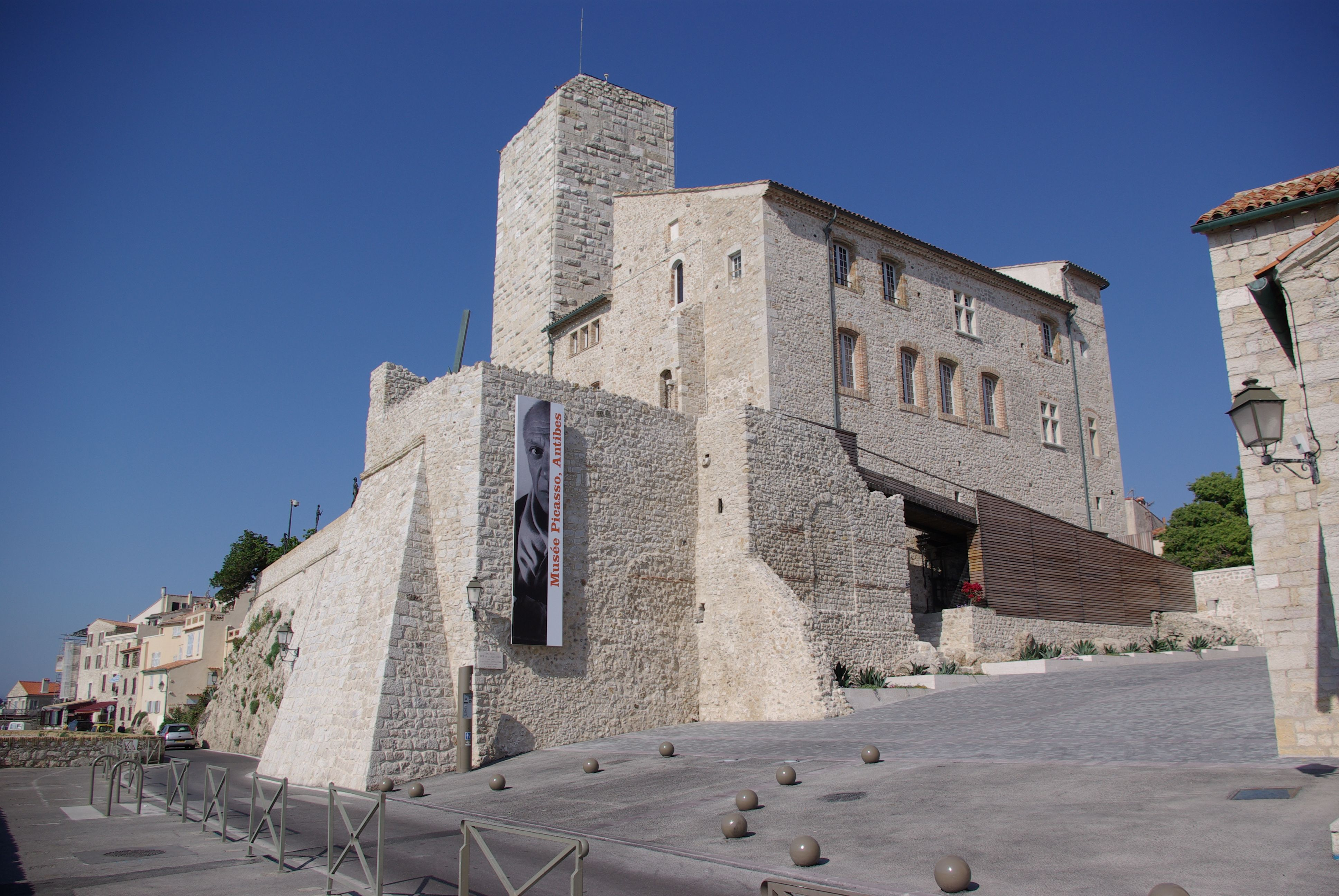
Musée Picasso in Antibes

Das Picasso-Museum in Antibes ist ein französisches Museum an der Côte d’Azur, Département Alpes-Maritimes, Region Provence-Alpes-Côte d’Azur. Es befindet sich in einem Schloss, das nach der Familie Grimaldi Château Grimaldi genannt wird. Das Schloss befindet sich in unmittelbarer Nähe zum Meer.

## Geschichte
Das Schloss entstand im 12. Jahrhundert. Die Familie Grimaldi nutzte es seit 1385. Im Jahr 1608 kam es unter König Henri IV in den Besitz der französischen Krone. Es war unter anderem Sitz des Gouverneurs, Rathaus und Kaserne. Im Jahr 1925 wurde das Schloss zum Musée Grimaldi. Von Juli bis Dezember 1946 hatte Picasso hier ein Atelier. Er schenkte der Gemeinde 23 Bilder und wurde später Ehrenbürger von Antibes. Am 27. Dezember 1966 wurde hier ein Museum zu seinen Ehren eröffnet. Im Jahr 1990 vermachte Jacqueline Picasso dem Museum weitere Werke. In den Jahren 2006–2008 wurde das Museum gründlich restauriert.

## Dauerausstellung
Neben Bildern von Picasso sind auch Keramiken und Skulpturen (auf der Terrasse) ausgestellt, außerdem finden sich Werke von Max Ernst, Miró und weiteren Künstlern des 20. Jahrhunderts.